# NGC 2241
NGC 2241 је расејано звездано јато у сазвежђу Златна риба које се налази на NGC листи објеката дубоког неба.
Деклинација објекта је - 68° 55' 29" а ректасцензија 6h 22m 53,3s. Привидна величина (магнитуда) објекта NGC 2241 износи 13,3 а фотографска магнитуда 14,0. NGC 2241 је још познат и под ознакама ESO 57-SC79.